# مارتل
مارتل (به ایتالیایی: Martello) یک منطقهٔ مسکونی در ایتالیا است که در تیرول جنوبی واقع شده‌است. مارتل ۱۴۳٫۷ کیلومتر مربع مساحت و ۸۸۴ نفر جمعیت دارد و ۱٬۳۱۲ متر بالاتر از سطح دریا واقع شده‌است.